# 미국 주재 외국공관 목록

미국에 공관을 둔 나라

미국 주재 외국공관 목록(美國 駐在 外國公館 目錄)에서는 미국에 주재하는 국제기구 대표부, 외국공관(대사관 및 영사관)과, 미국과 외교 관계는 수립했으나 미국에 공관을 설치하지 않은 국가에 대해 다룬다. 국제기구 대표부는 유엔본부가 위치한 뉴욕과 워싱턴 D.C.에 위치하며, 대사관은 대부분 워싱턴 D.C에 위치한다. 그외 총영사관, 영사관은 국가마다 다르게 위치하며, 대부분 로스앤젤레스, 시카고, 샌프란시스코, 애틀랜타 등에 자리잡고 있다.

## 워싱턴 D.C
195개국 중 186개국이 미국의 수도 워싱턴 D.C에 자국 대사관을 설치 및 운영 중이다.

### 아시아
- 대한민국: 주미국 대한민국 대사관
- 조선민주주의인민공화국
- 일본: 주미국 일본 대사관
- 중화인민공화국: 주미국 중국 대사관
- 중화민국: 주미국 타이베이 경제문화대표처
- 몽골: 주미국 몽골 대사관

- 러시아: 주미국 러시아 대사관

- 인도네시아
- 미얀마
- 태국
- 베트남
- 말레이시아
- 필리핀
- 라오스
- 캄보디아
- 동티모르
- 브루나이
- 싱가포르

- 네팔
- 몰디브
- 방글라데시
- 부탄
- 스리랑카
- 아프가니스탄
- 이란
- 인도
- 파키스탄

- 우즈베키스탄
- 카자흐스탄
- 키르기스스탄
- 타지키스탄
- 투르크메니스탄

- 레바논
- 바레인
- 사우디아라비아
- 시리아
- 아랍에미리트
- 아르메니아
- 이란
- 요르단
- 이라크
- 이스라엘
- 카타르
- 쿠웨이트
- 키프로스
- 북키프로스
- 튀르키예
- 팔레스타인
- 조지아
- 남오세티야
- 압하지야

### 아프리카
- 코모로
- 지부티
- 에리트레아
- 에티오피아
- 케냐
- 세이셸
- 소말리아
- 소말릴란드
- 탄자니아

- 중앙아프리카 공화국
- 콩고 민주 공화국
- 우간다
- 부룬디
- 르완다
- 남수단

- 베냉
- 부르키나파소
- 카보베르데
- 차드
- 코트디부아르
- 감비아
- 가나
- 기니
- 기니비사우
- 라이베리아
- 말리
- 모리타니
- 니제르
- 나이지리아
- 비아프라
- 세네갈
- 시에라리온
- 토고
- 콩고 공화국
- 적도 기니
- 가봉
- 카메룬
- 상투메 프린시페

- 알제리
- 이집트
- 리비아
- 모로코
- 수단
- 튀니지
- 사하라 아랍 민주 공화국

- 앙골라
- 보츠와나
- 에스와티니
- 레소토
- 마다가스카르
- 말라위
- 모리셔스
- 모잠비크
- 나미비아
- 남아프리카 공화국
- 세인트헬레나
- 잠비아
- 짐바브웨

### 유럽
- 포르투갈
- 몰타
- 스페인
- 산마리노
- 바티칸 시국
- 세르비아
- 몬테네그로
- 슬로베니아
- 그리스
- 보스니아 헤르체고비나
- 북마케도니아
- 알바니아
- 크로아티아
- 코소보
- 이탈리아

- 노르웨이
- 덴마크
- 라트비아
- 리투아니아

- 스웨덴
- 아이슬란드
- 아일랜드
- 에스토니아
- 영국
- 핀란드

- 러시아
- 루마니아
- 몰도바
- 벨라루스
- 불가리아
- 슬로바키아
- 우크라이나
- 체코
- 폴란드
- 헝가리

- 네덜란드
- 독일
- 룩셈부르크
- 리히텐슈타인
- 모나코
- 벨기에
- 스위스
- 안도라
- 오스트리아
- 프랑스

### 아메리카
- 과테말라
- 도미니카 연방
- 멕시코: 주미국 멕시코 대사관
- 바베이도스
- 바하마
- 벨리즈
- 세인트루시아
- 세인트빈센트 그레나딘
- 세인트키츠 네비스
- 아이티
- 앤티가 바부다
- 엘살바도르
- 온두라스
- 자메이카
- 캐나다
- 코스타리카
- 쿠바
- 트리니다드 토바고
- 파나마

- 가이아나
- 베네수엘라
- 볼리비아
- 브라질
- 수리남
- 아르헨티나
- 에콰도르
- 우루과이
- 칠레
- 콜롬비아
- 파나마
- 파라과이
- 페루

### 오세아니아
- 오스트레일리아
- 뉴질랜드

- 바누아투
- 솔로몬 제도
- 파푸아뉴기니
- 피지

- 나우루
- 마셜 제도
- 미크로네시아 연방
- 키리바시
- 팔라우

- 투발루
- 사모아
- 통가
- 니우에
- 아루바

## 뉴욕
195개국 전부가 뉴욕에 유엔대표부를 설치 및 운영 중이며 일부 국가들은 총영사관을 별도로 설치하여 운영중이다.

### 아시아
- 대한민국: 주유엔 대한민국 대표부, 주뉴욕 대한민국 총영사관
- 조선민주주의인민공화국: 주유엔 조선민주주의인민공화국 대표부
- 일본: 주뉴욕 일본 총영사관
- 중화인민공화국
- 중화민국:  주뉴욕 타이베이 경제문화판사처
- 몽골

- 러시아

- 인도네시아
- 미얀마
- 태국
- 베트남
- 말레이시아
- 필리핀
- 라오스
- 캄보디아
- 동티모르
- 브루나이
- 싱가포르

- 네팔
- 몰디브
- 방글라데시
- 부탄
- 스리랑카
- 아프가니스탄
- 이란
- 인도
- 파키스탄

- 우즈베키스탄
- 카자흐스탄
- 키르기스스탄
- 타지키스탄
- 투르크메니스탄

- 레바논
- 바레인
- 사우디아라비아
- 시리아
- 아랍에미리트
- 아르메니아
- 이란
- 요르단
- 이라크
- 이스라엘
- 카타르
- 쿠웨이트
- 키프로스
- 북키프로스
- 튀르키예
- 팔레스타인
- 조지아
- 남오세티야
- 압하지야

### 아프리카
- 코모로
- 지부티
- 에리트레아
- 에티오피아
- 케냐
- 세이셸
- 소말리아
- 소말릴란드
- 탄자니아

- 중앙아프리카 공화국
- 콩고 민주 공화국
- 우간다
- 부룬디
- 르완다
- 남수단

- 베냉
- 부르키나파소
- 카보베르데
- 차드
- 코트디부아르
- 감비아
- 가나
- 기니
- 기니비사우
- 라이베리아
- 말리
- 모리타니
- 니제르
- 나이지리아
- 비아프라
- 세네갈
- 시에라리온
- 토고
- 콩고 공화국
- 적도 기니
- 가봉
- 카메룬
- 상투메 프린시페

- 알제리
- 이집트
- 리비아
- 모로코
- 수단
- 튀니지
- 사하라 아랍 민주 공화국

- 앙골라
- 보츠와나
- 에스와티니
- 레소토
- 마다가스카르
- 말라위
- 모리셔스
- 모잠비크
- 나미비아
- 남아프리카 공화국
- 세인트헬레나
- 잠비아
- 짐바브웨

### 유럽
- 포르투갈
- 몰타
- 스페인
- 산마리노
- 바티칸 시국
- 세르비아
- 몬테네그로
- 슬로베니아
- 그리스
- 보스니아 헤르체고비나
- 북마케도니아
- 알바니아
- 크로아티아
- 코소보
- 이탈리아

- 노르웨이
- 덴마크
- 라트비아
- 리투아니아

- 스웨덴
- 아이슬란드
- 아일랜드
- 에스토니아
- 영국
- 핀란드

- 러시아
- 루마니아
- 몰도바
- 벨라루스
- 불가리아
- 슬로바키아
- 우크라이나
- 체코
- 폴란드
- 헝가리

- 네덜란드
- 독일
- 룩셈부르크
- 리히텐슈타인
- 모나코
- 벨기에
- 스위스
- 안도라
- 오스트리아
- 프랑스

### 아메리카
- 과테말라
- 도미니카 연방
- 미국
- 멕시코
- 바베이도스
- 바하마
- 벨리즈
- 세인트루시아
- 세인트빈센트 그레나딘
- 세인트키츠 네비스
- 아이티
- 앤티가 바부다
- 엘살바도르
- 온두라스
- 자메이카
- 캐나다
- 코스타리카
- 쿠바
- 트리니다드 토바고
- 파나마

- 가이아나
- 베네수엘라
- 볼리비아
- 브라질
- 수리남
- 아르헨티나
- 에콰도르
- 우루과이
- 칠레
- 콜롬비아
- 파나마
- 파라과이
- 페루

### 오세아니아
- 오스트레일리아
- 뉴질랜드

- 바누아투
- 솔로몬 제도
- 파푸아뉴기니
- 피지

- 나우루
- 마셜 제도
- 미크로네시아 연방
- 키리바시
- 팔라우

- 투발루
- 사모아
- 통가
- 니우에
- 아루바